# Vikram (pel·lícula del 2022)
Vikram és una pel·lícula de thriller d'acció en llengua tàmil índia del 2022 escrita i dirigida per Lokesh Kanagaraj i produïda per Raaj Kamal Films International. La pel·lícula és protagonitzada per Kamal Haasan, Vijay Sethupathi i Fahadh Faasil. Kalidas Jayaram, Narain i Chemban Vinod Jose fan papers secundaris, mentre que Suriya fa un cameo com a Rolex. La banda sonora de la pel·lícula està composta per Anirudh Ravichander, amb la fotografia a càrrec de Girish Gangadharan i el muntatge a càrrec de Philomin Raj. La pel·lícula serveix com a segona entrega de l'univers cinematogràfic Lokesh (LCU). La trama segueix un equip d'operacions liderat per l'agent Vikram, en el qual apunta a entramat de traficants de drogues anomenat Vetti Vagaiyara, dirigit per Sandhanam, que vol que les drogues que falten s'entreguin al seu cap Rolex.